# 新字体
- 關於民間的非正式簡體字，請見「简笔字」。
- 關於中國大陸使用的簡體字標準，請見「简化字」。
- 關於中國大陸整理漢字時選用的字形，請見「新字形」。
- 關於中華民國教育部根據當時市面上通行的字體問題，並根據字體的發展而推出的一系列新的標準字型，請見「國字標準字體」。

新字体是日本在1923年制定的《常用漢字表》、1946年公布《當用漢字表》至今，日本社會通行的漢字字體，其简化程度总体而言不如中国大陆的简化字，言部、金部、糸部等常用部首没有简化。日本的「字體」與中文的「字形」是同一個概念。
在日本，日常生活主要使用新字体，但政府并未宣布废止舊字體，在专有名词等很多场合中，舊字體仍可使用。新字体多为略字（即民间常用的简笔字），但亦有少数增添笔画的情况，如。

## 歷史
日本是一個長期使用漢字的非漢語系國家。由於漢字較為複雜，無論中國還是日本，民间都长期流行一些简笔字（略字）、异体字。到了近代，日本主張向西方學習，出現了改革漢字、廢除漢字，甚至廢除日語的激進主張；不過，即使在第二次世界大戰期間，日本朝野仍然使用漢字的舊字體。
戰敗後，支持廢除漢字的一派在駐日盟軍總司令（GHQ）支持下得勢。1946年，日本政府在盟軍佔領下制定了《當用漢字表》和《當用漢字字體表》，收字僅1805個，作為漢字限用政策的依據。該表對日本漢字的字形作出了規定，其中131個採用了簡化後的字形，即新字體，而原寫法則稱作舊字體（日语：〔〕／ Kyūjitai），例如。這些新字體大多來自當時民間流行的手寫俗字。
但是，對漢字不合理的限用反而造成了很大的不便和不滿，因此後來制定《常用漢字表》以取代《當用漢字表》時，不再對民間日常漢字使用作出硬性規定，僅僅作為推薦性的標準供參考。1981年10月1日，《常用漢字表》發佈，收錄1945字，其中新字體355個。後來發佈的《人名用漢字表》收11新字；《表外漢字字體表》收22新字，共388字。（《人名用漢字表》數次修訂後，新字體數量增至19個；《改定常用漢字表》亦新收錄了一些新字體，故目前已經不止388個。）
但這三百餘個僅是日本政府公佈的新舊字體對照，而即使是學術界、出版界，對「何為舊字體」也沒有定論，不同的字詞典對舊字體的定義和收錄都有不同。譬如《人名用漢字表》中的，在字典中為的新字體，但《人名用漢字表》中，只有新字體。而且很多舊字體尚未收錄至Unicode編碼（特別是一點還是兩點這種微小的字形差異）。如果以字典的新舊字體對應來看，新舊字體要多于389字，學術界中《大漢和辭典》等書籍則更爲專業。

## 中日漢字異同
新字体中，字形與港澳台取字相同的有、等字。
而与中国大陆的规范汉字相同的有、等；差不多相同的有、等，其中、等与简化字擁有相同的Unicode編碼。
也有與中文漢字完全不像的，如。

## 簡化方法
日本的列出了收錄漢字字形的3種基本類型，其中第二、第三類和漢字簡化相關；該表也列出了第三類中和傳統通用字形有顯著差異的文字的簡化方法：
1. 沿用傳統活字通用字形（活字に従来用いられた形をそのまま用いたもの）、
2. 存在兩種或以上傳統通用活字字形時，從中選用一種（活字として従来二種類以上の形のあった中から一を採ったもの）、
  - 例：、[註 7]、
3. 傳統活字中不通用的字形（従来活字としては普通に用いられていなかったもの）。
  - 點畫方向變更例：、
  - 筆畫長度變更，例：、
  - 統一同系統文字或類似字形的微小差別，例：（仿照其他手部作左旁的漢字改用提手旁）、（右邊取）、（仿照等作聲符的漢字）
  - 增減一點、一畫或合併、分離筆畫，例：、
  - 整體調整使之更便於書寫，例：、
  - 變更組合方式，例：、（此兩例均涉及上述的點畫調整）
  - 部分省略，例：、
  - 部分結構改為其他形狀，例：、

具體而言，一些新字體最初的來源是行書、草書楷化（例：等），或者是俗字、异体字升格為標準字體（例：等）。
新字體中也存在替換聲符的做法，即將繁複的聲符替換為較簡單的。例如借中文死字為，原來的聲符是，發音為，替換成同音的（不過，這裏的是音讀，是訓讀）。
採俗字簡化後，一些漢字的部首發生了變化，例如，原本從的字簡化為後改從。另外，（耳部）、（酉部）等字簡化時，原來的部首被刪除，變成（士部）、（匚部）。
當用漢字（以及後來的常用漢字）也適用类推简化。例如，已简化，同样简化作。類推簡化一般限於《常用漢字表》，類推簡化產生的《常用漢字表》外的新字體稱作「擴張新字體」，例如。
此外，將較少見的漢字替換為當用漢字的同音漢字書寫規則，雖然不是針對單漢字的簡化，但有時也被視作日本漢字簡化的一部分（或其配套政策）。
日本民間還流傳一些略字、擴張新字體，但它們並非正式的簡化漢字。

## 與既有漢字衝突
有些新字体被简化到另一個原本無關聯的字，與中文簡化字的合併簡化類似。如：
- 新字體：；舊字體：；音讀：（kan）
原本的讀音是「（fu）」。
- 新字体：；旧字体：；音读：（gei）
原本音读是「（un）」，训读是（kusagiru），是「（kusa）」和「（kiru）」的合成词，即除草的意思。
- 新字体：；旧字体：；音读：（ketsu）
原本讀作「（ken）」。如果使用新字體，就不得不改為，顯得十分不自然，因此法律用語中仍用（但後來這種用法在民法現代語化（日语：民法現代語化）中被廢除，原改革後已由取代）。

## 新舊字體對照表
本章節包含JIS X 0213:2004編碼新收錄的漢字變體，相關文字需在相應Unicode用字的環境下才能正確顯示，詳見Wikipedia:Unicode扩展汉字。

### 《常用漢字表》中的新字體
註：《改定常用漢字表》中新加入的漢字以下劃線標出。

### 《人名用漢字表》中的異體字
註：《人名用漢字表》沒有區分舊字體和異體字，此處一併列出。

### 《表外漢字字體表》中的22個新字體
註：由於國語審議會確定了「表外漢字使用傳統字形」的原則，《表外漢字字體表》收錄的新字體是「簡易慣用字體」，舊字體是「印刷標準字體」。